# Медведева, Ирина Яковлевна
Ири́на Я́ковлевна Медве́дева (род. 5 мая 1949 года, Москва) — российская писательница, публицист и драматург. Член Союза писателей России. Работает в постоянном соавторстве с Т. Л. Шишовой. Основная тематика публицистических работ — вопросы воспитания подрастающего поколения.
Директор общественной организации «Институт демографической безопасности», вице-президент и соучредитель «Межрегионального Фонда социально-психологической помощи семье и ребёнку», сопредседатель «Международного общества артпедагогов и арттерапевтов».

## Биография
Дочь детского поэта Якова Лазаревича Акима. Окончила Московский педагогический институт, по профессии педагог-дефектолог. После окончания института работала в детской психиатрической больнице, увлеклась журналистикой. Писала очерки в детские газеты и журналы. В 1978 г. была опубликована первая книга «Подумай, скажи, сделай», обращённая к подросткам. В 80-е гг. занялась драматургией, в соавторстве с Шишовой Т. Л. написаны пьесы для кукольных театров.
В 1990-х годах совместно с Т. Л. Шишовой работала над созданием методики психологической коррекции, получившей название «драматическая психоэлевация», рассчитанной на детей с трудностями поведения и общения. Главный инструмент лечения — кукольный театр. Работа по этой методике предполагает также тесный контакт с семьей ребёнка.
Беседуя с родителями, отвечая на их многочисленные вопросы, И. Я. Медведева и Т. Л. Шишова собрали материал для первой совместной книги — «Книга для трудных родителей», которая была опубликована в 1994 году. В 1996 году вышла вторая книга соавторов «Разноцветные белые вороны» о детской агрессивности, застенчивости, ревности, упрямстве и прочих проблемах. Педагогические статьи соавторов публикуются в журналах «Домовой», «Крестьянка» и в изданиях «Учительская газета», «Народное образование», «Семья и школа» и проч.
В третьей книге соавторов «Новое время — новые дети?» затрагиваются вопросы социально-политического порядка. Главы из этой книги также были опубликованы в разных газетах и журналах (в «Новой», «Независимой», в «Московской правде», «Мегаполисе-континенте», в «Юности», «Москве», «Октябре» и проч.).
В 1995 году избрана сопредседателем Международного общества арттерапевтов и артпедагогов.
В 1996 году стала лауреатом журнала «Юность» за серию очерков, посвящённых проблемам детства.
В 1997 году удостоена премии журнала «Москва».

## Общественная деятельность
Ирина Яковлевна является противником внедрения в России ювенальной юстиции, называя само это понятие «плодом западного образа мышления, построенного на расчленении всего и вся».
Отстаивает право родителей на телесные наказания. «Как должна действовать мать, которая раз за разом застаёт своего сына-школьника за просмотром порнофильма. Что она должна делать? Ещё один раз сказать, что она лишит его конфетки? Это смешно. Для него порнофильм дороже конфетки. И, если она даст ему ремня, плохого в этом ничего не будет. Разве это побои? Нет, это воспитание. Разве лучше, если он пристрастится к порнофильмам? А потом на практике попытается подражать тому, чего он беспрепятственно насмотрелся?».

## Критика
- По мнению сексолога И. С. Кона, подготовленный в 1996 году И. Я. Медведевой и Т. Л. Шишовой доклад по вопросам полового воспитания российских школьников — «редкая смесь невежества, фальсификации и переворачивания причинно-следственных связей»[6].
- Шведский социолог Това Хёйдетранд указывает, что борьба Медведевой и Шишовой с тем, что они некорректно называют ювенальной юстицией, на самом деле является борьбой против прав детей[7].
- Диакон Андрей Кураев. Медведева-Шишова: фейковые психологи
- Речкунов С. Г. Православная «Сторожевая башня»
- Власова Ю. М., Анников А. С. Проблема православной психологии
- Марина Солотова. Детей бить можно, но в семье Дель — нельзя
- Игорь Голиков. От миссиофобии — к геноциду?
- Любовь Борусяк. Директор Интернет-форума против геев и запаха серы

### Прочее
- Зачем нужны родительские наказания. Видеолекция в формате DVD. — М.: Студия «Обитель», 2011.
- О национальном плане действий в интересах детей с 2012 по 2017 гг.. Текст выступления И. Я. Медведевой на Общественных слушаниях по вопросам защиты семьи, детства и базовых ценностей народа от новых угроз, прошедших в Москве 05.04.2012.
- Проблемы воспитания в современном ми-ре. Аудиолекции в формате mp3. — М.: Московс. подворье Свято-Троицкой Серг. Лавры, 2007.